# Chanteloup-les-Bois
Chanteloup-les-Bois é uma comuna francesa na região administrativa da Pays de la Loire, no departamento de Maine-et-Loire. Estende-se por uma área de 27,47 km². Em 2010 a comuna tinha 700 habitantes (densidade: 25,5 hab./km²).